# Krokodil (Lokomotive)

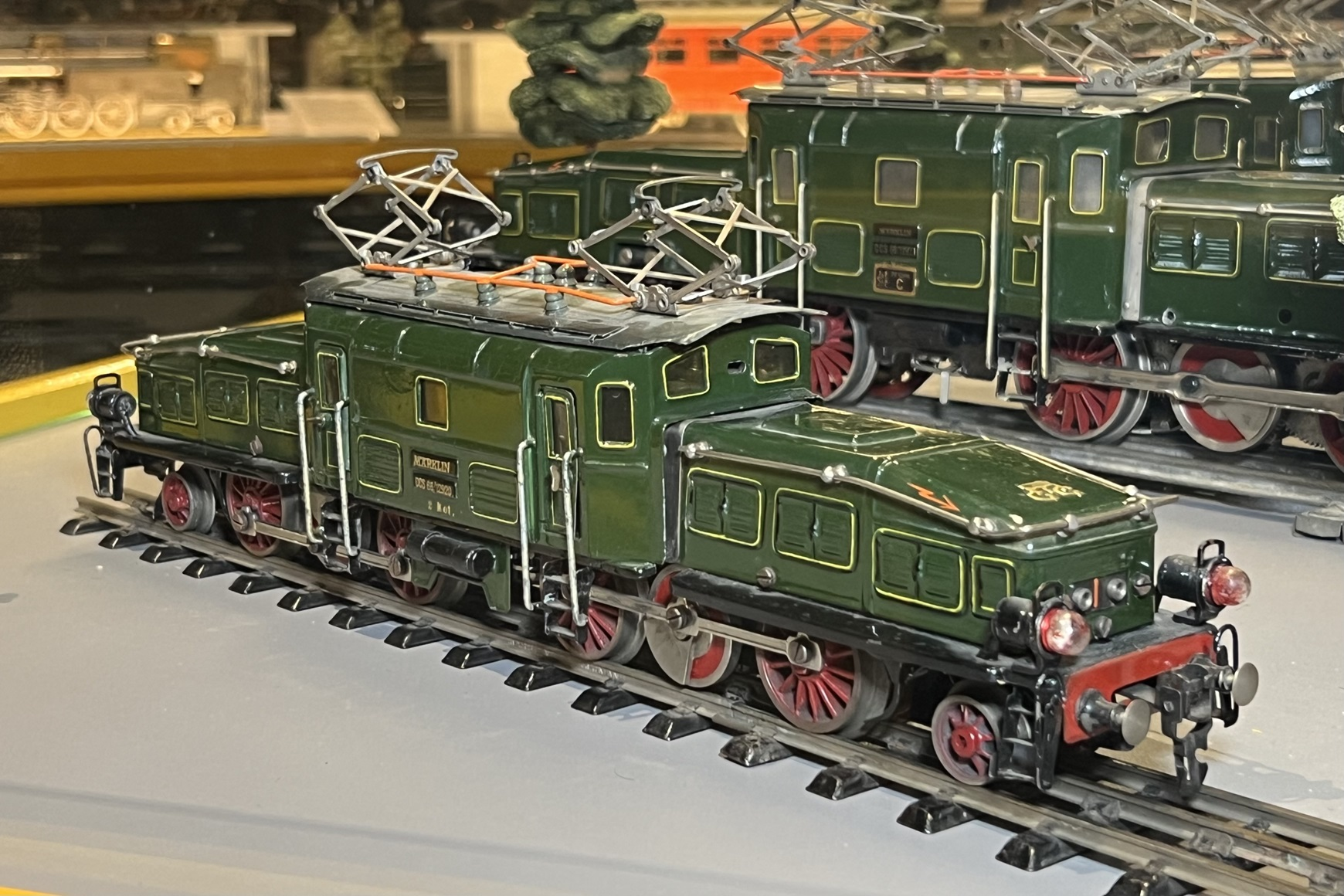
Ursprung des Begriffes Krokodil-Lokomotive, Märklin Spur 0 Artikel CCS 66/12920, im Technorama, 2024

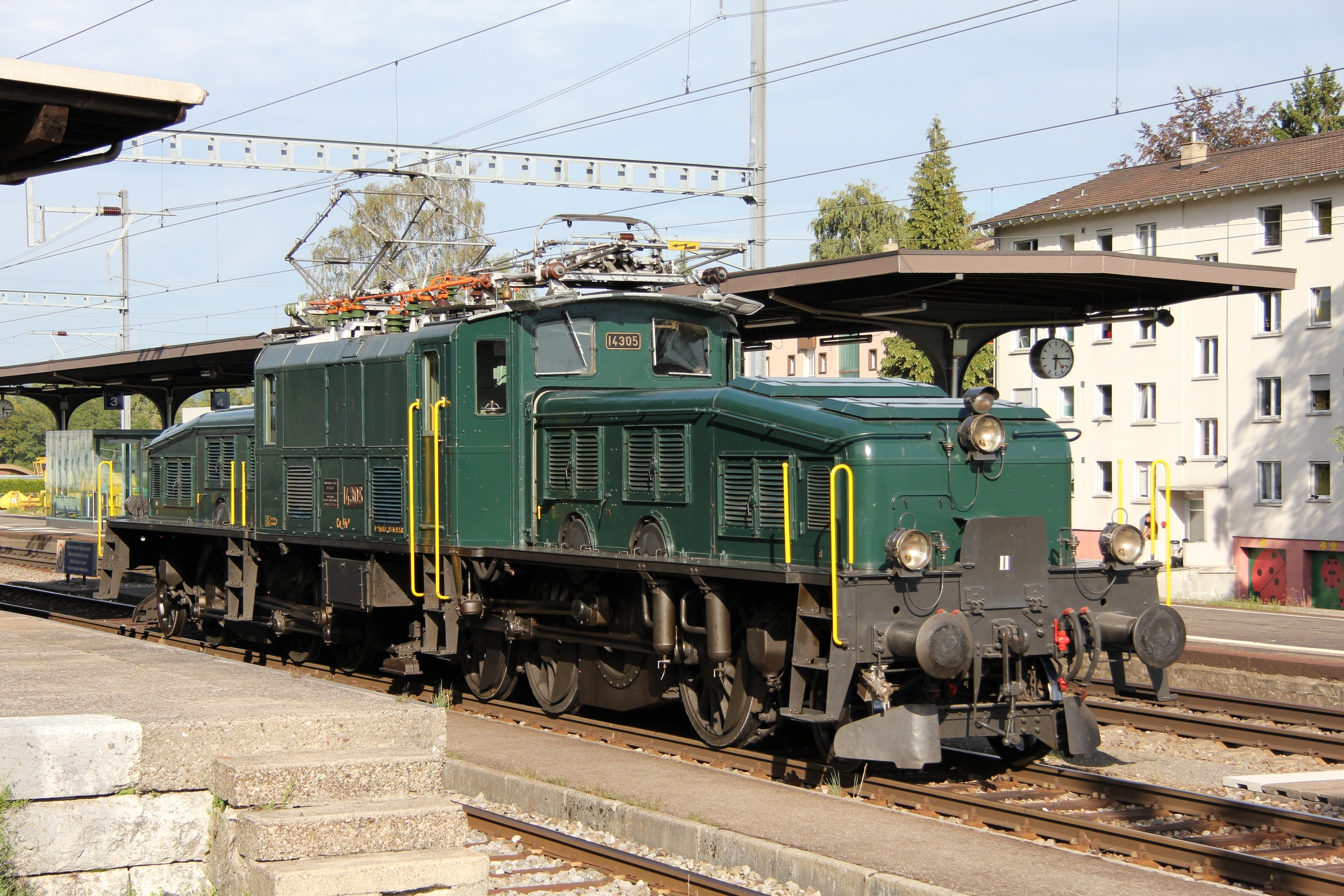
SBB Historic Krokodil Lokomotive Ce 6/8^{III} in grüner Farbgebung in Oberbuchsiten, 2011

Als Krokodil-Lokomotive wird eine längere symmetrische Elektrolokomotive bezeichnet, bei der das Fahrwerk auf zwei Rahmen aufgeteilt ist, die jeweils mit längeren, niedrigen und schmalen Vorbauten sowie einer offenen Plattform versehen sind. Von den beiden Rahmen mit je einer Laufachse und den über Schrägstangen angetriebenen Antriebsachsen und Elektromotoren wird gelenkig ein kürzerer Lokomotivkasten als Mittelteil getragen, in dem die beiden Führerstände untergebracht sind und auf dessen Dach sich zwei Scherenstromabnehmer befinden.
Die ersten Nachweise für den Spitznamen Krokodil-Lokomotive beziehen sich auf die grünen Märklin Modelleisenbahn-Lokomotiven in der Spur 0, Artikel CCS 66/12920, sowie in der Spur 1, Artikel CCS 66/12921, die sich bei Fahrten durch Weichenstraßen und Gegenbögen wie ein Reptil durch die Kurven schlängeln, und erstmals im Märklin-Katalog von 1933/1934 so bezeichnet werden. Sie sind eine Nachbildung der Ce 6/8II- und Ce 6/8III-Güterzuglokomotiven der Schweizerischen Bundesbahnen (SBB), die ab 1919 in Betrieb gesetzt wurden.

## Begriff Krokodil-Lokomotive
Es wird davon ausgegangen, dass die 1933 von Märklin eingeführte Bezeichnung Krokodil-Lokomotive schon bald nicht mehr nur von Modelleisenbahnern verwendet, sondern auch auf die Vorbildlokomotiven übertragen wurde. Der Begriff stammt somit ursprünglich nicht aus dem Umfeld der Eisenbahn. Es gibt keine Nachweise, dass der Begriff bis in die 1970er Jahre für andere Lokomotiven verwendet wurde, als für die SBB Ce 6/8II und Ce 6/8III, die SBB De 6/6, die RhB Ge 6/6I und die DB-Baureihen E 93 und E 94 (KEL 2). Selbst Märklin verwendet in seinem Katalog von 1967 den Begriff Krokodil-Lokomotive für die E 94 nicht, sondern den Begriff schwere elektrische Güterzuglokomotive.
In den Standardwerken des Eisenbahners und Modelleisenbahners Peter Willen, Lokomotiven der Schweiz 1, Normalspur Triebfahrzeuge und Lokomotiven der Schweiz 2, Schmalspur Triebfahrzeuge aus dem Jahre 1972 (beide 2. Auflage), aus dem Orell Füssli Verlag, findet sich der Begriff Krokodil-Lokomotive nicht. Weder bei den verschiedenen SBB Ce 6/8 und Be 6/8 noch bei der De 6/6 und auch nicht bei den RhB Ge 6/6 I.
Aber im Standardwerk von Claude Jeanmaire-dit-Quartier: Die elektrischen und Diesel-Triebfahrzeuge schweizerischer Eisenbahnen. Fünfter Teil: Die Lokomotiven der Schweizerischen Bundesbahnen (SBB). Archiv Nr. 36, aus dem Jahre 1979, aus dem Verlag Eisenbahn, ISBN 3-85649-036-1, findet sich der Begriff Krokodil-Lokomotive bei den verschiedenen SBB Ce 6/8 und Be 6/8 Lokomotiven. Dies jedoch mit der Einschränkung inoffiziell. Die SBB De 6/6 werden als kleine Krokodil-Lokomotiven bezeichnet.
Erst mit der Verwässerung des Begriffes Krokodil-Lokomotive ab den 1980er Jahren wurden auch andere Lokomotiven so bezeichnet – selbst dann, wenn wesentliche Merkmale eines echten Krokodils wie Proportionen (Kopf, Körper, Schwanz), grüne Farbe oder gelenkiger Gang nicht zutrafen.

### Schweizer Krokodil Ce 6/8 II und Ce 6/8 III (Später Be 6/8)

SBB Ce 6/8^{II} 12251

SBB Ce 6/8^{III} 14301–14318

Der Spitzname Krokodil-Lokomotive fand schon im Märklin-Katalog von 1933/1934 Verwendung und bezieht sich ursprünglich auf die Märklin-Modelle der Ce 6/8II, später teilweise Be 6/8II und Ce 6/8III, später teilweise Be 6/8III der SBB, die von der Maschinenfabrik Oerlikon (MFO) und der Schweizerischen Lokomotiv- und Maschinenfabrik (SLM) in Winterthur für den schweren Güterzugdienst auf der Gotthard-Bergstrecke entwickelt wurden. Um die langen Lokomotiven in den engen Kurven fahrbar zu machen, wurde das Fahrwerk auf zwei Rahmen aufgeteilt, die mit einer Kurzkupplung verbunden und mit längeren, niedrigen und schmalen Aufbauten versehen sind. Von den beiden Fahrwerken wird ein kurzer Lokomotivkasten getragen, der keine Zugkräfte aufnehmen muss und in dem die beiden Führerstände und der Transformator untergebracht ist. Die Dreiteilung in „Schnauze“, „Körper“ und „Schwanz“, die an den Gang eines Krokodils erinnernden rotierenden Bewegungen der Kuppelstangen sowie die grüne Farbe dürften hauptsächlich zur Entstehung des Spitznamens beigetragen haben.
Die Krokodil-Lokomotiven Ce 6/8II unterscheiden sich von den Ce 6/8III optisch im Wesentlichen dadurch, dass die Ce 6/8II einen Antrieb über Vorgelegewelle, Dreiecksstangen, Blindwelle und Kuppelstangen hat, die Ce 6/8III hingegen einen Winterthur-Schrägstangenantrieb. Im Lauf der Zeit stellte sich heraus, dass die Ce 6/8III mit dem Winterthurer Schrägstangenantrieb bei höherer Geschwindigkeit einen unruhigeren Lauf als die Ce 6/8II haben. In der Westschweiz besitzen diese Maschinen darum auch den Spitznamen Berceuse, deutschsprachig Schaukelstuhl.
Heute werden die SBB Ce 6/8II und Ce 6/8III verschiedentlich auch als Schweizer Krokodil, SBB-Krokodil oder grosses SBB-Krokodil bezeichnet.
Mehrere Lokomotiven sind erhalten geblieben, darunter die Be 6/8II Nr. 13254 im Verkehrshaus in Luzern in SBB-Grüner Farbgebung. Ein Grossteil davon ist betriebsfähig erhalten geblieben, darunter die Ce 6/8II 14253 von SBB Historic in SBB-brauner Farbgebung.

### Rhätisches Krokodil Ge 6/6 I

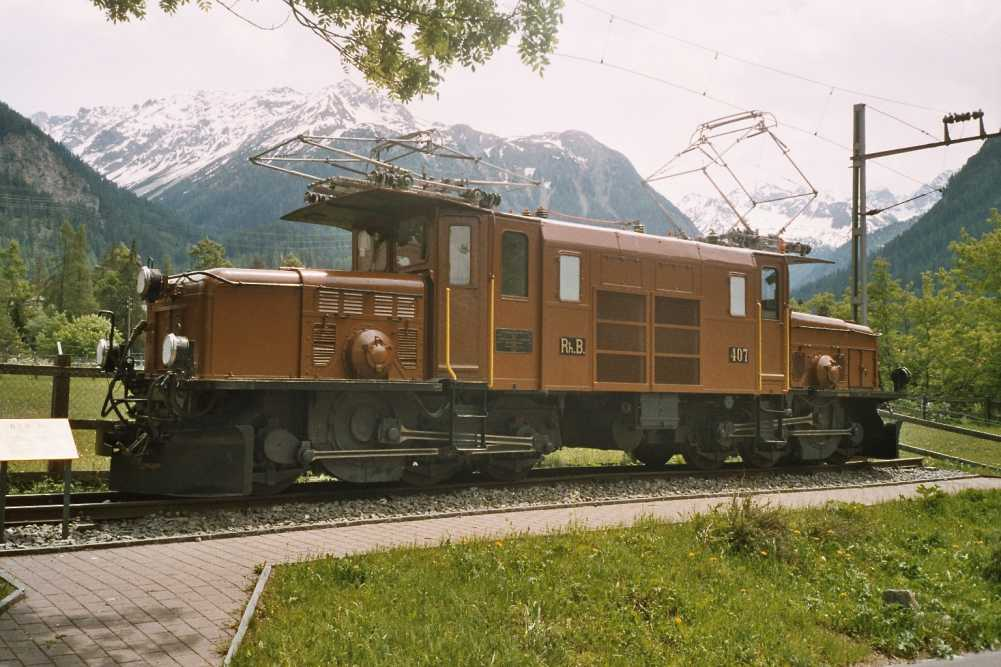
RhB Ge 6/6 I Krokodil der Rhätischen Bahn

Die Ge 6/6 I ist eine braune meterspurige und elektrische Universallokomotive der Rhätischen Bahn (RhB), die ab 1921 in Betrieb gesetzt wurde. Sie ähnelt in vielen Punkten den Krokodil-Lokomotiven Ce 6/8 II und Ce 6/8 III der SBB. Sie kann als kleiner Bruder dieser beiden Lokomotiv-Serien bezeichnet werden, besitzt jedoch keine Vorlaufachsen und keine offene Plattform an den Lokomotivenden. Von den Eisenbahnfreunden wird sie deswegen als Rhätisches Krokodil bezeichnet, obschon beim Personal der RhB schon lange die Bezeichnung C C, entsprechend der Achsfolge C'C' als Spitzname geläufig ist.

### Seetal-Krokodil De 6/6

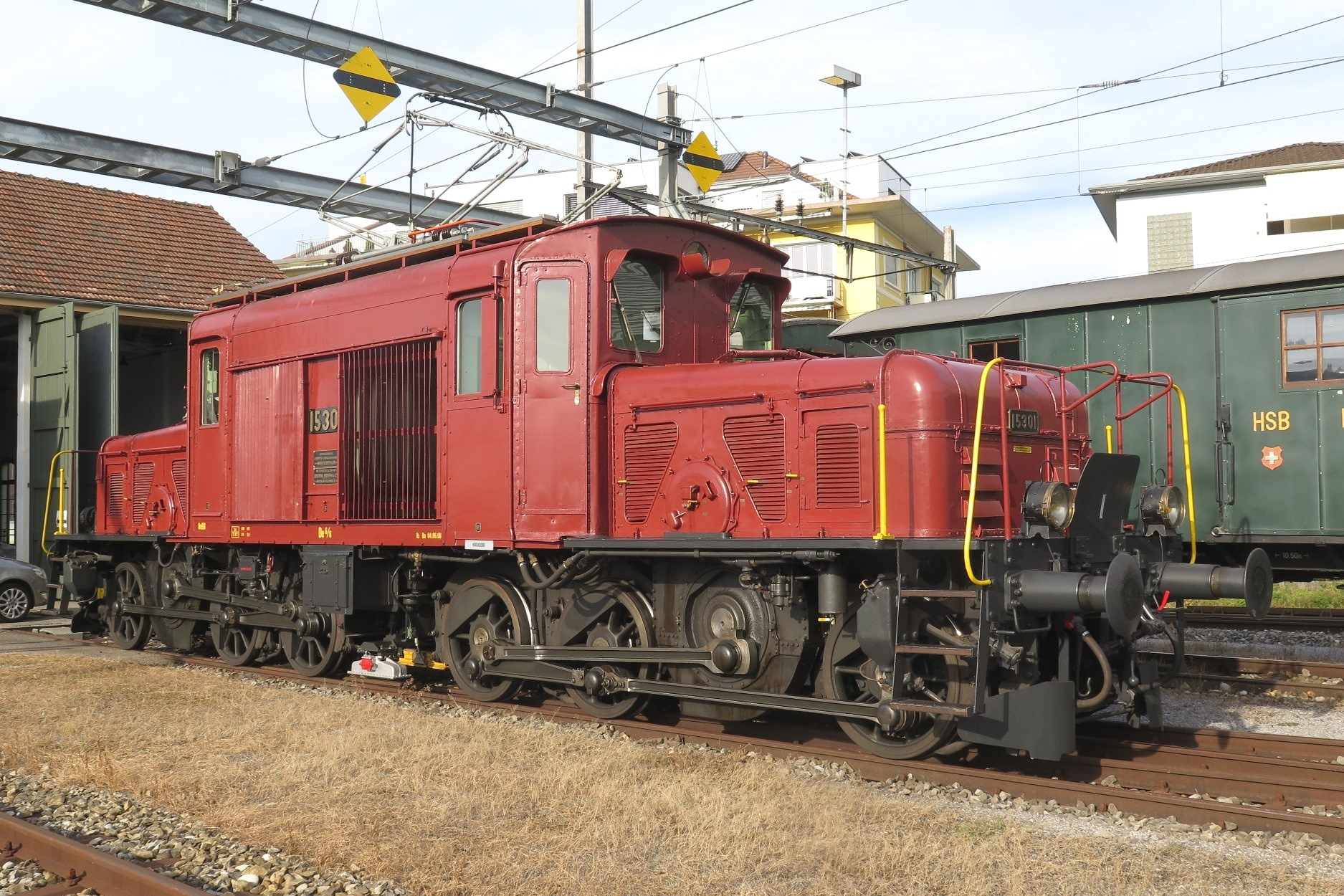
SBB De 6/6 Seetalbahn-Krokodil

Die De 6/6 ist eine elektrische ursprünglich SBB-grüne, später rotbraune, dann braunrote Güterzuglokomotive der SBB, die 1926 spezifisch für die Bahnstrecken der ehemaligen Seetalbahn beschafft und in Betrieb gesetzt wurde. Sie ist vom äusseren Ansehen, wie auch von den Proportionen her, auffallend ähnlich wie das meterspurige Rhätische Krokodil Ge 6/6 I, das ebenfalls einen Winterthurer Schrägstangenantrieb und keine Laufachsen hat. Sie besitzt im Gegensatz zum Rhätischen Krokodil offene Plattformen an den Lokomotivenden wie die Krokodil-Lokomotiven Ce 6/8II und Ce 6/8III der SBB, aber nur einen in der Mitte des Lokomotivkastens angeordneten Scherenstromabnehmer. Von den Eisenbahnfreunden wird sie schon lange als Seetal-Krokodil bezeichnet.

### Österreichisches Krokodil Reihe 1100 und 1100.1

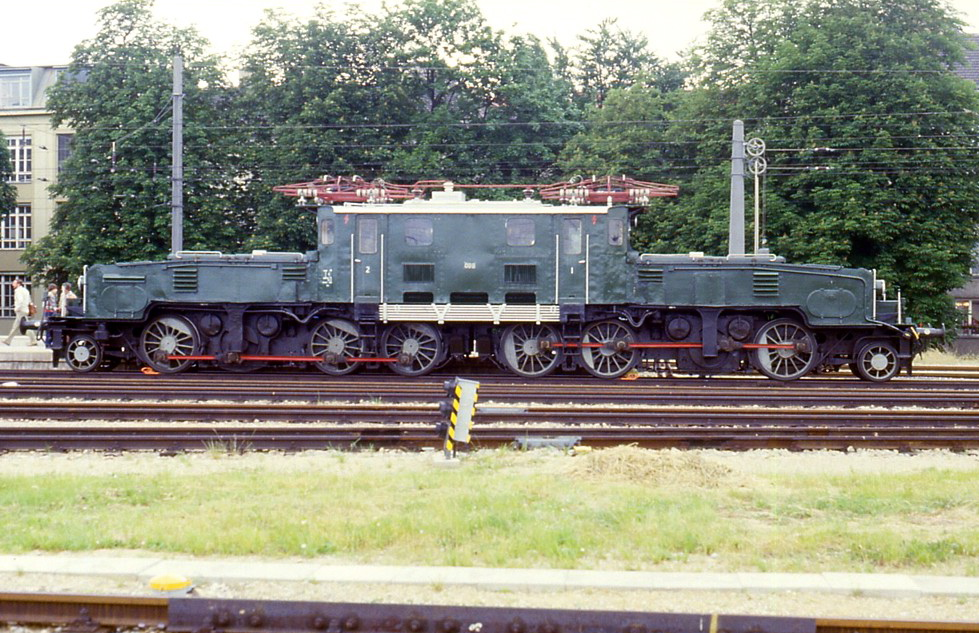
Österreichische 1189.05 (1985)

Die BBÖ 1100 und 1100.1, später ÖBB 1089 und 1189, sind elektrische Schnellzuglokomotiven in ursprünglich grüner Farbgebung, die ab 1923 am Arlberg in Betrieb gesetzt wurden. Sie entsprechen in vielen relevanten Punkten den Krokodil-Lokomotiven Ce 6/8 II und Ce 6/8 III der SBB. Von den Eisenbahnfreunden wurden sie in Tirol erst als "Tatzelwurm", später dann in ganz Österreich – in Anlehnung an den SBB-Spitznamen – als Krokodil-Lokomotive oder Arlberg-Krokodil bezeichnet, obschon beim Personal die Bezeichnung Neinundochzger für 89, entsprechend einem Teil der Baureihenbezeichnung, als Spitzname geläufig ist.

### Deutsches Krokodil Baureihen E 93 und E 94 (KEL 2)
Die Baureihe E 93 und E 94, letztere auch als Kriegselektrolokomotive 2 (KEL 2) bezeichnet, ist eine grüne elektrische Güterzuglokomotive, die ursprünglich an die Deutsche Reichsbahn geliefert wurden. Beide Lokomotivbaureihen werden schon lange als Deutsche Krokodil-Lokomotiven, bei der Deutschen Reichsbahn auch als „Eisenschwein“ bezeichnet, obschon sie in einigen Punkten von den Krokodil-Lokomotiven Ce 6/8 II und Ce 6/8 III abweichen. So haben die deutschen Maschinen einen Tatzlagerantrieb und keinen Stangenantrieb, keine offene Plattform und kürzere, niedrige und breite statt längere, niedrige und schmale Vorbauten. Die Baureihe 1020 der Österreichischen Bundesbahnen (ÖBB) entspricht der Baureihe E 94. Von der Baureihe E 94 waren mehrere Lokomotiven Ende der 1980er Jahre auch in der Schweiz bei den SBB im Einsatz.

### Französische Krokodile

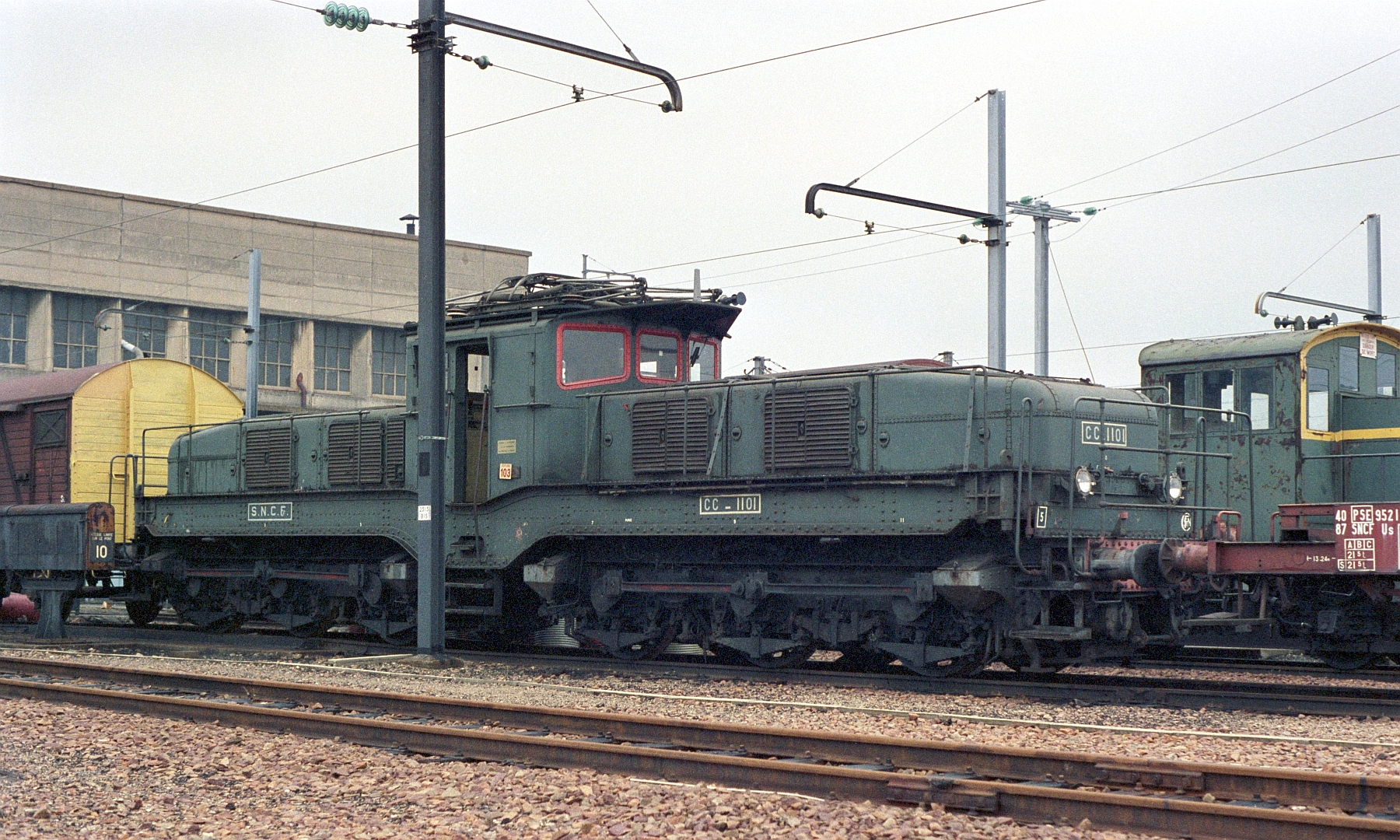
Französische SNCF CC 1101 Mille Pattes in Villeneuve-St-Georges

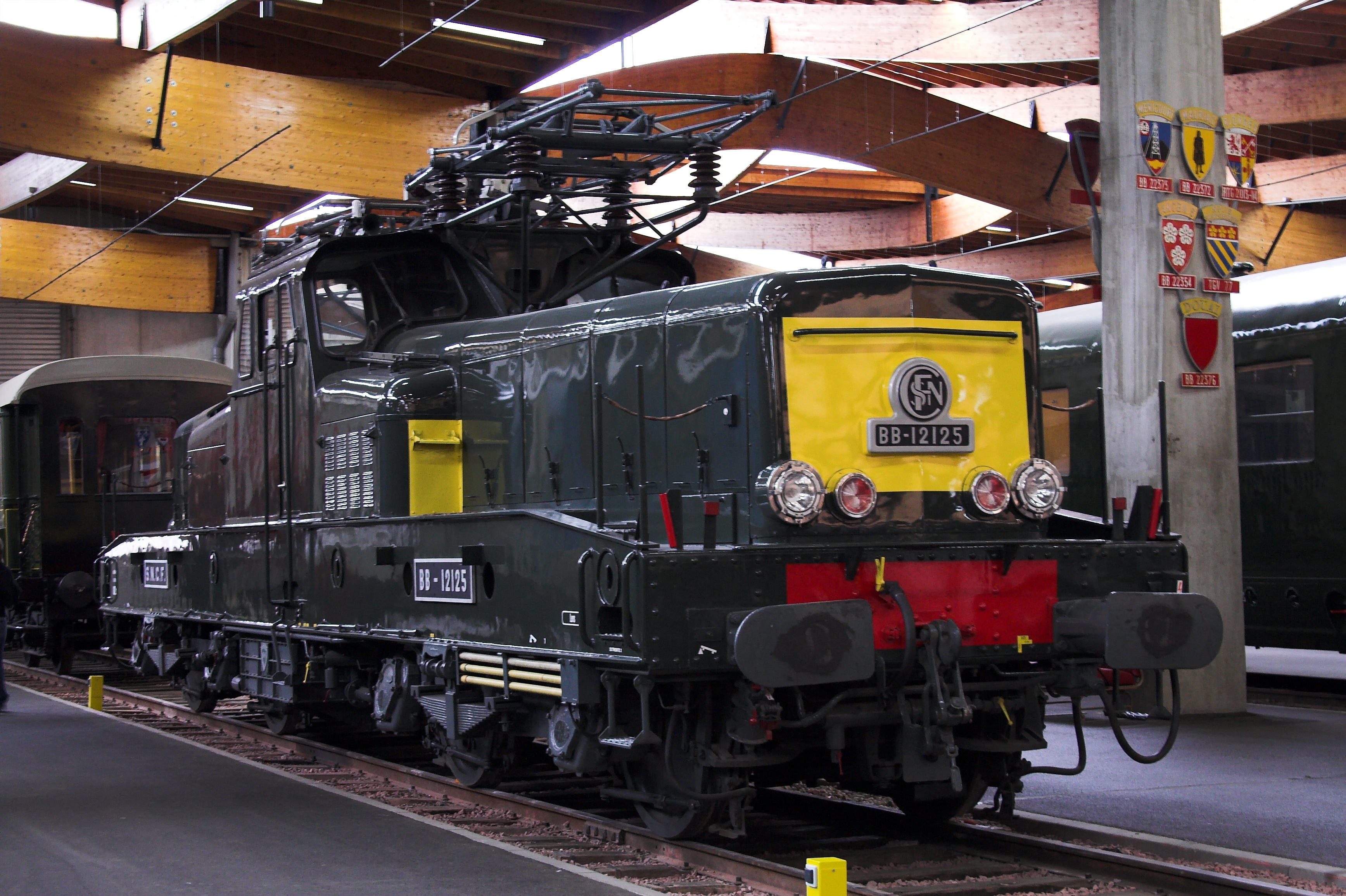
Grüne SNCF BB 12125 in der Cité du Train in Mülhausen

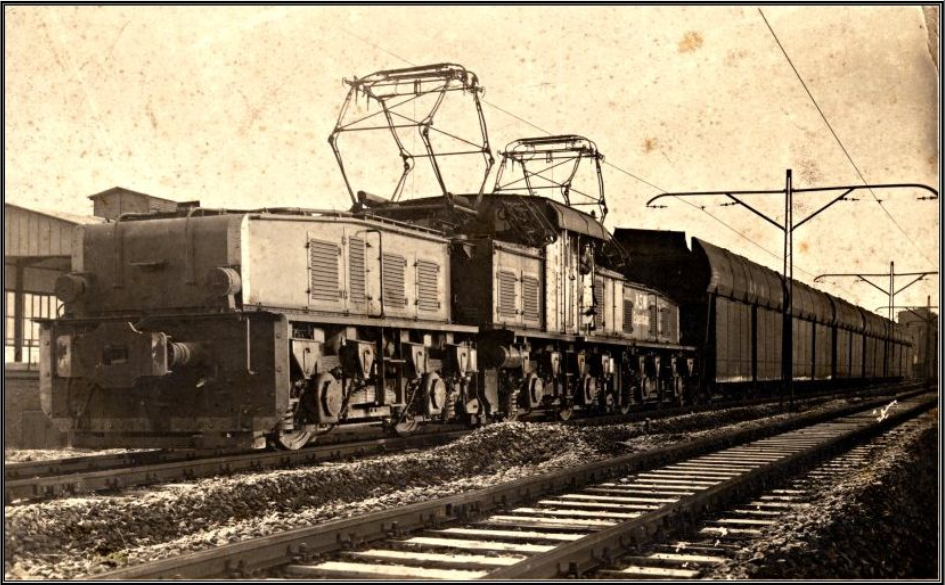
Tagebaulokomotive KEL 3 von AEG 1944 im ehemaligen Tagebau Espenhain

Die Baureihe E 1000 der Chemin de Fer de Paris à Orléans (P.O.) mit dem Spitznamen Mille Pattes, deutsch Tausendfüßer, die bei der SNCF als CC 1100 verkehrte, hatte einen Stangenantrieb, aber einen starren einteiligen Lokkasten.
Die Bezeichnung französisches Krokodil findet sich verschiedentlich auch für die Baureihen BB 12000, BB 13000, CC 14000 und CC 14100 der SNCF, in Frankreich werden sie jedoch meist als Fer à repasser (deutsch: „Bügeleisen“) bezeichnet. Die ursprünglich blauen und erst Anfang der 1960er Jahre grün lackierten Lokomotiven ähneln in ihren Proportionen her den Ce 6/8I und Ce 6/8II der SBB, haben aber keine Gelenke, sondern einen einteiligen Rahmen. Sie haben keine Laufachsen und keinen Stangenantrieb auf, sondern einen Einzelachsantrieb wie die deutschen Baureihen E 93 und E 94. Die CC 14002 war in der Krokodil-Ausstellung im Verkehrshaus der Schweiz zu sehen. Ob die an die Luxemburger Staatsbahn gelieferte Baureihe 3600, die der französischen Baureihe BB 12000 entspricht, als Krokodil bezeichnet wurde, ist nicht bekannt, allerdings waren diese Maschinen aber auch nie grün lackiert.
Crocodile, deutsch Krokodil, wird in Frankreich vor allem als Bezeichnung für ein Zugbeeinflussungssystem verwendet.

### Weitere Krokodil-Lokomotiven
Der Name Krokodil-Lokomotive wurde in der Folgezeit durch das Internet und die aufkommenden Modelleisenbahn- und Eisenbahn-Internetforen ab Mitte der 2000er Jahre verwässert und ging auch für visuell ähnlich aussehende und / oder technisch ähnlich konstruierte Lokomotiven in den Sprachgebrauch ein, selbst dann, wenn diese Lokomotiven nie grün waren, keinen Stangenantrieb sowie keine längeren, niedrigen und schmalen Aufbauten haben. In diesem Zeitraum entstanden auch Begriffe wie echte Krokodile, unechte Krokodile, kleine Krokodile oder auch Volkskrokodil, nachdem schon zuvor Begriffe wie kleines und grosses Krokodil bestanden haben.
Eine andere Quelle führt den Namen Krokodil-Lokomotive jedoch auf John Cockerill zurück, dessen Lokomotivfabrik Cockerill 1851 eine ähnlich aussehende Dampflokomotive herstellte, die Seraing der k.k. Südlichen Staatsbahn. Hierzu gibt es jedoch keine zeitgenössischen Belege. Vielmehr handelt es sich um eine Verwechslung des Begriffes Cockerill als Familienname und Firmenname mit der englischsprachigen Bezeichnung für Krokodil: Crocodile. Gelenkig konstruierte Dampflokomotiven haben eigenständige Namen für die Bauart. Beispielsweise Fairlie-, Mallet (Lokomotive)-, Garratt-Lokomotive.

#### Verwässerung des Begriffs Krokodil-Lokomotive
Bei der Modelleisenbahn bezieht sich der Name Krokodil-Lokomotive meist auf die SBB Ce 6/8 und Ce 6/8 und das Seetal-Krokodil, das Rhätische Krokodil und die Österreichischen Krokodile der Reihen 1100 und 1100.1. Die deutschen Krokodile der Baureihen E 93 und E 94 (KEL 2) und die französischen Krokodile der Serien BB 12000, BB 13000, CC 14000 und CC 14100 wurden in jüngerer Zeit nicht mehr in dem Umfang so bezeichnet, fehlen doch beiden Lokomotivtypen wesentliche Merkmale eines Krokodils, beispielsweise der Stangenantrieb.
Bezüglich den ursprünglichen Märklin-Weißblech-Krokodil-Lokomotiven sind folgende Begriffe gängig:
- Echte Krokodil-Lokomotive oder original Krokodil-Lokomotive: Eine Krokodil-Lokomotive, hergestellt durch die Firma Märklin. Es gibt sowohl grüne, braune wie auch weisse Krokodil-Lokomotiven. Es gilt als erwiesen, dass Märklin für einzelne Kunden auch wenige braune Krokodil-Lokomotiven herstellte. Auch einzelne weisse mit der Aufschrift New York Central Lines[19] gibt es, die Märklin kurz vor dem Zweiten Weltkrieg noch für den amerikanischen Markt produziert hat.
- Replica Krokodil-Lokomotive: Ein in jüngerer Zeit durch Dritte – beispielsweise die Firmen Hehr oder Selzer – nachgebaute Krokodil-Lokomotive in grüner, brauner oder weisser Farbgebung.[20]
- Gefälschte Krokodil-Lokomotive: Als echte Märklin-Lokomotive ausgegebenes, meist entsprechend nachbearbeitetes Replica einer Krokodil-Lokomotive oder Nachbauten aus Osteuropa.
- Volkskrokodil: Die damals von der Firma Märklin gebaute Nachahmung in der Spur 0 und Spur 1 mit dem Stangenantrieb war nicht gerade billig. Märklin produzierte deswegen auch eine stark vereinfachte und verkürzte Nachahmung, die für die damaligen Modelleisenbahner erschwinglich war.

Bei den Kleinserienherstellern und Modellbauern sieht es ein wenig anders aus. Hier gibt es eine Tendenz zur Verwässerung, wohl auch aus Marketinggründen.

#### Rangier-Krokodil Ee 6/6
Die Baureihe SBB Ee 6/6 der SBB wird Rangier-Krokodil genannt.

#### Bernina-Krokodil Ge 4/4

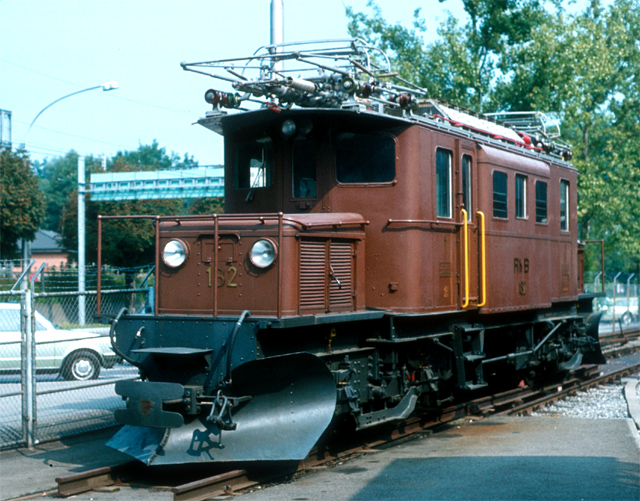
RhB Ge 4/4 182 im Verkehrshaus Luzern

Als Bernina-Krokodil wurde bei der Berninabahn die ursprüngliche Lokomotive Ge 4/4 82 in Anlehnung an die Maschinen der benachbarten Rhätischen Bahn bezeichnet.

#### BVZ-Krokodil HGe 4/4 11–15
Bei der zur Matterhorn-Gotthard-Bahn fusionierten ehemaligen Brig-Visp-Zermatt-Bahn, ursprünglich Visp-Zermatt-Bahn, werden die BVZ HGe 4/4 11–15 aufgrund ihres Aussehens als BVZ-Krokodil bezeichnet. Es handelt sich dabei aber um „unechte Krokodile“, da die Lokomotiven über einen einteiligen, nicht gelenkigen Aufbau und zwei Drehgestelle verfügen.
Umgekehrt wird die Gm 4/4, die technisch gesehen ein Krokodil ist, als Elch bezeichnet.

#### Preußische EG 511 bis EG 537
Auch die Lokomotiven der DR-Baureihe E 71.1, ursprünglich preußische EG 511 bis EG 537, werden wegen ihrer Bauform als Krokodil bezeichnet.

#### Baskisches Krokodil FEVE-Baureihe 4000

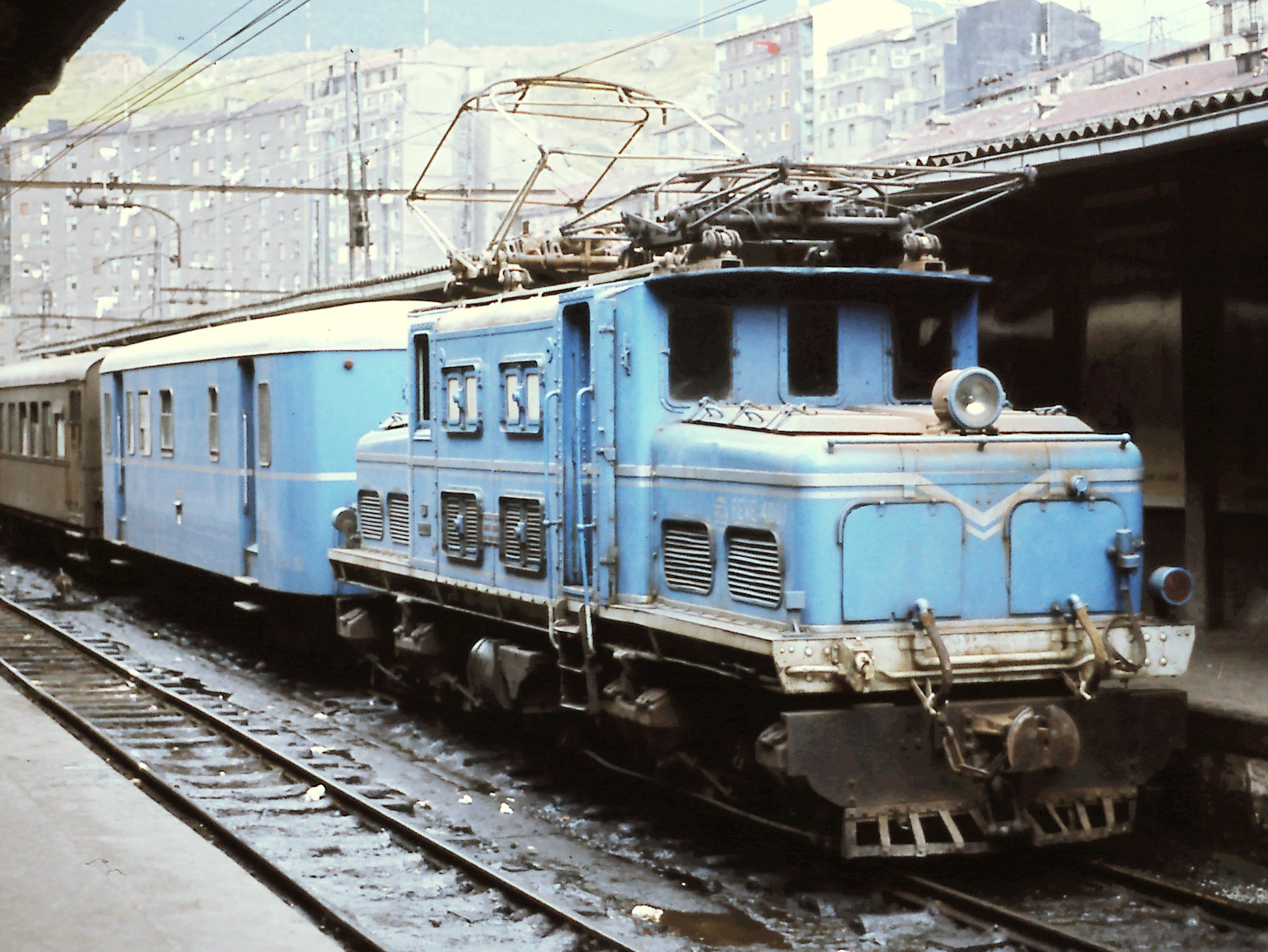
Lokomotive 4001 im Jahr 1977 an der Spitze eines Zuges in Bilbao Axturi

1928 baute Brown, Boveri & Cie. (BBC) und die Forges Usines et Fonderies Haine-Saint-Pierre (HSP) im Rahmen der Elektrifizierung von Meterspurstrecken im Baskenland zehn Elektrolokomotiven der späteren FEVE-Baureihe 4000 für die damalige Compañía de Ferrocarriles Vascongados. Im Zusammenhang mit der 1992 erfolgten Übernahme von zwei meterspurigen Mallet-Dampflokomotiven aus Portugal durch La Traction im Schweizerischen Jura wurde auch die der Ferrocarriles de Vía Estrecha (FEVE) gehörende Lokomotive Nummer 4004 aus Spanien in die Schweiz defekt eingeführt und als Ge 4/4 4004 bezeichnet. Deutschschweizer Hobby-Eisenbahner bezeichneten diese Lokomotiven mit dem Spitznamen Krokodil-Lokomotiven, spanischsprachig Cocodrilo, wohl wegen visueller Ähnlichkeiten mit den deutschen Krokodil-Lokomotiven der Baureihen E 93 und E 94 (KEL 2) sowie den von Hobby-Modelleisenbahner und Hobby-Eisenbahner ebenfalls als BVZ-Krokodil bezeichneten BVZ HGe 4/4 11–15 der ehemaligen Brig–Visp–Zermatt-Bahn (BVZ). Genaugenommen bezeichneten die Hobby-Eisenbahner die Lokomotive als unechtes Krokodil weil die Lokomotive wie die BVZ-Krokodil keine gelenkige Bauweise hat. Die Aufarbeitung der Lokomotive scheiterte. Die zerlegte Lokomotive wurde im Jahre 2015 entsorgt. Die Lokomotive und die Bezeichnung gerieten wieder in Vergessenheit. Es gibt keine übereinstimmenden Belege, dass diese Lokomotive, ausser von den damaligen Deutschschweizer Hobby-Eisenbahnern als Krokodil-Lokomotiven bezeichnet wurden. Auch in den angegebenen Referenzen von Theo Stolz findet sich dieser Begriff Krokodil-Lokomotiven nicht.

#### Indien
Eine Abwandlung der auf der Gotthardbahn eingesetzten Krokodile stellten die ab 1928 von der Great Indian Peninsula Railway zwischen Bombay und Pune eingesetzten Lokomotiven der EF/1-Klasse dar, die später bei Indian Railways die Bezeichnung WCG-1 trugen. Während der mechanische Teil der ersten zehn Lokomotiven von der Schweizerische Lokomotiv- und Maschinenfabrik (SLM) in Winterthur gebaut worden war, wurden die folgenden 31 Stück bei der britischen Vulcan Foundry gebaut. Der elektrische Teil aller Fahrzeuge stammte von Brown, Boveri & Cie. (BBC) und wurde von Metropolitan-Vickers in Lizenz gebaut.

## Galerie

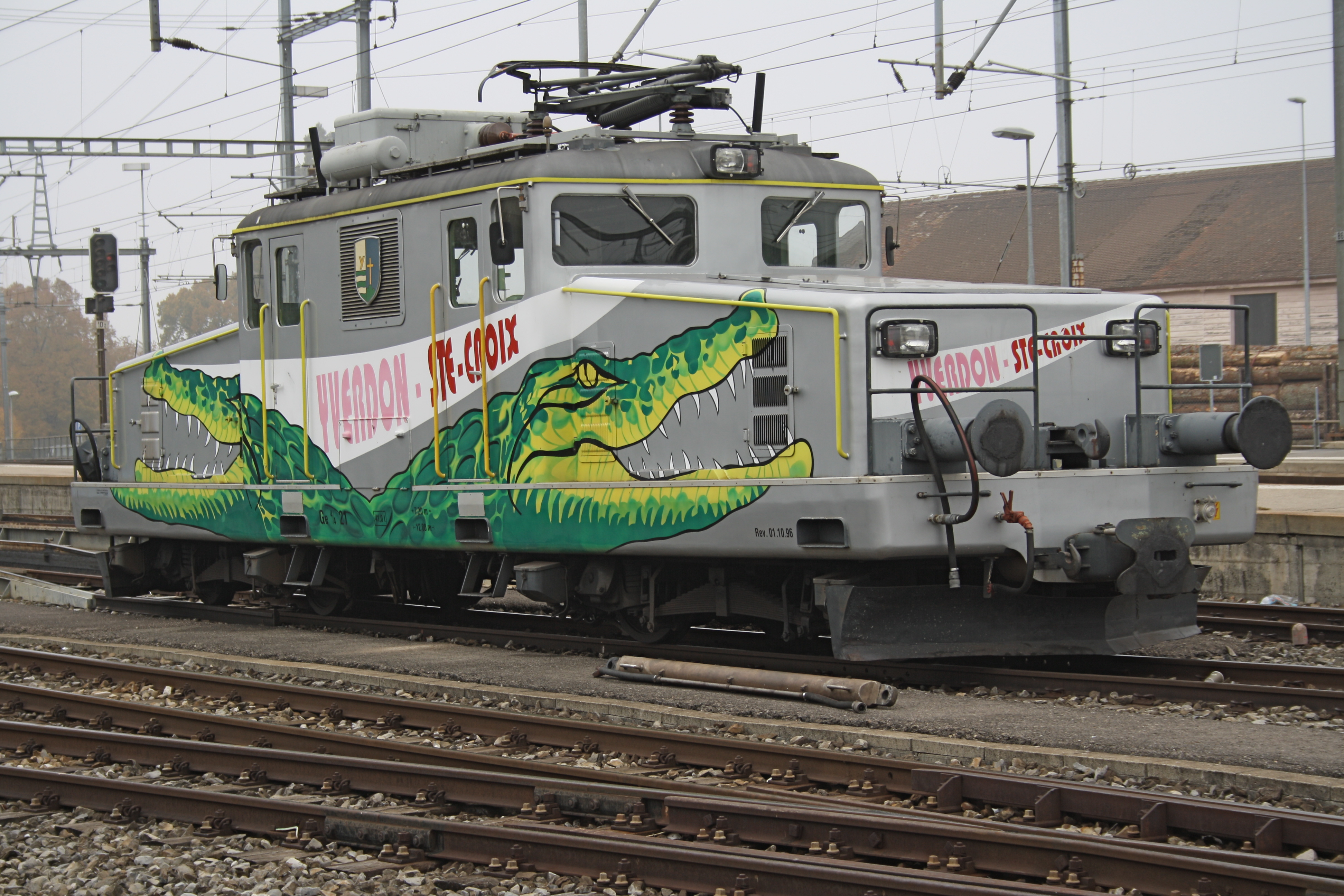
YSteC Ge 4/4 21 in Yverdon-les-Bains, 2009
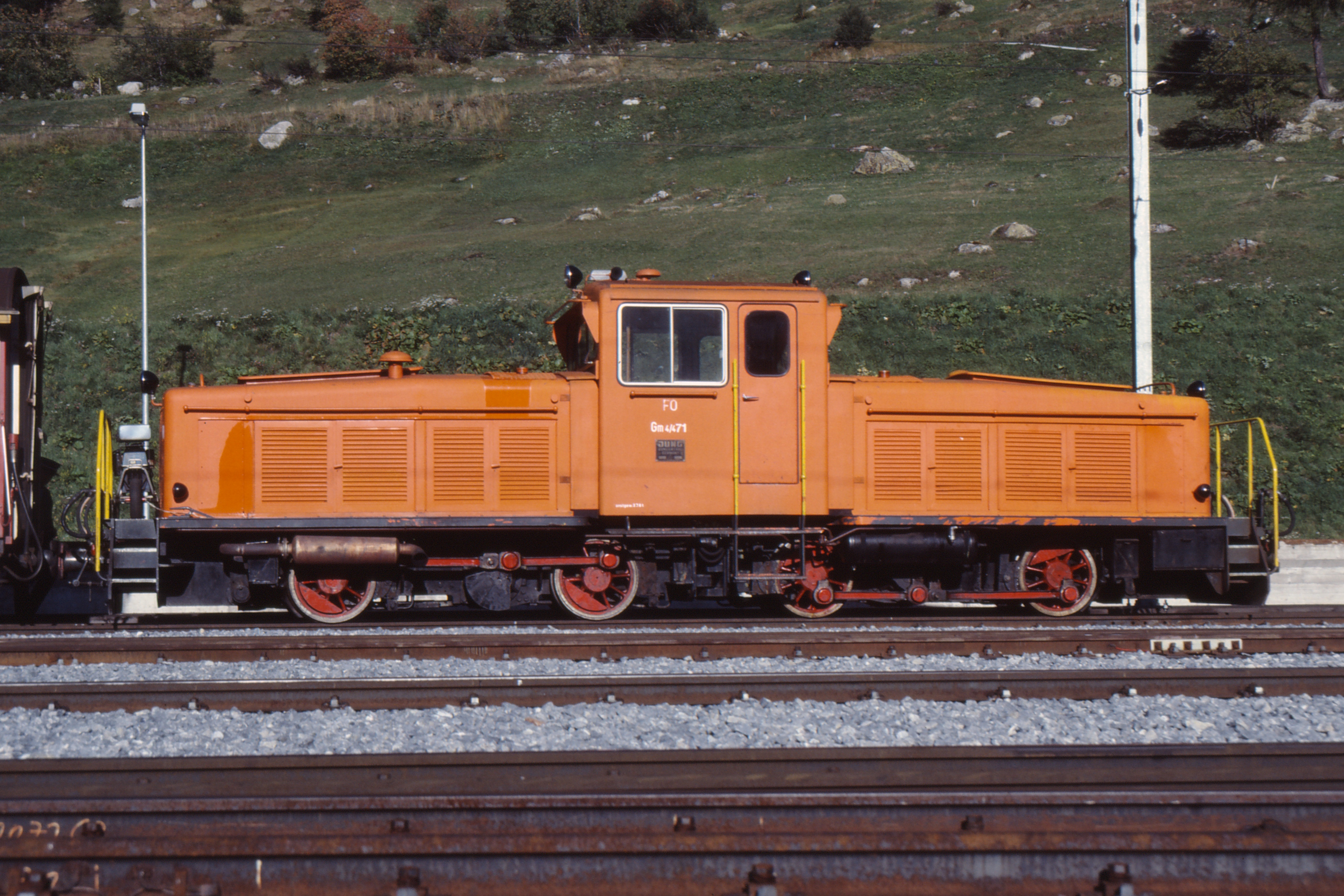
MGB-Krokodil FO Gm 4/4 Elch
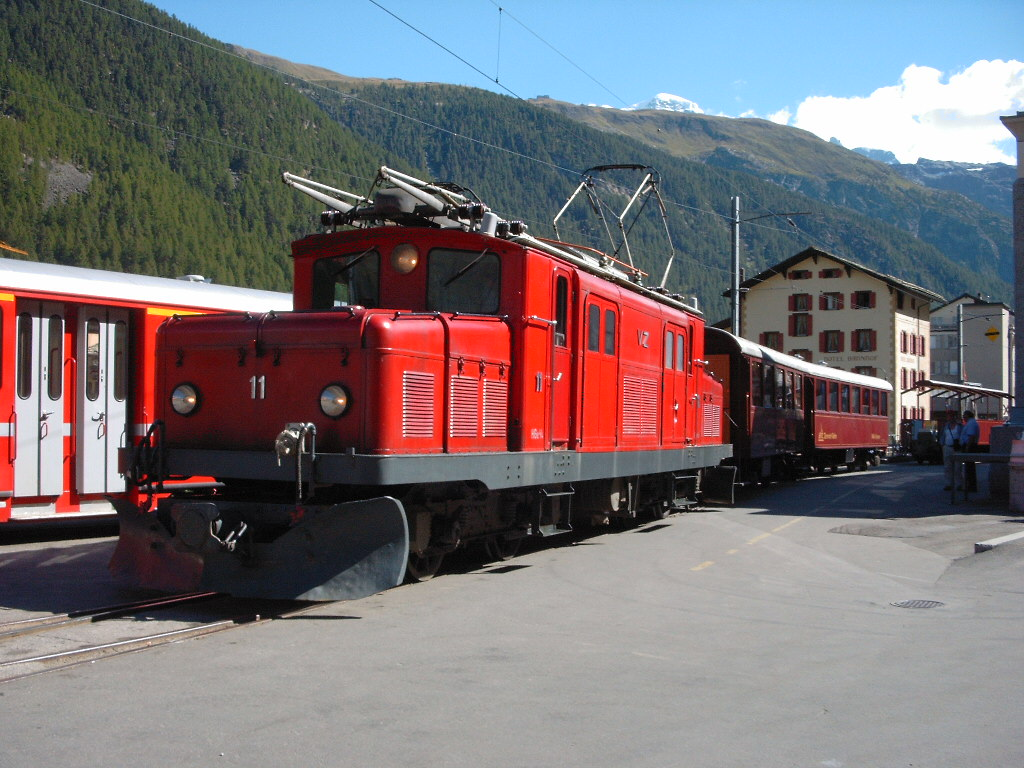
VZ HGe 4/4 11–15 BVZ-Krokodil
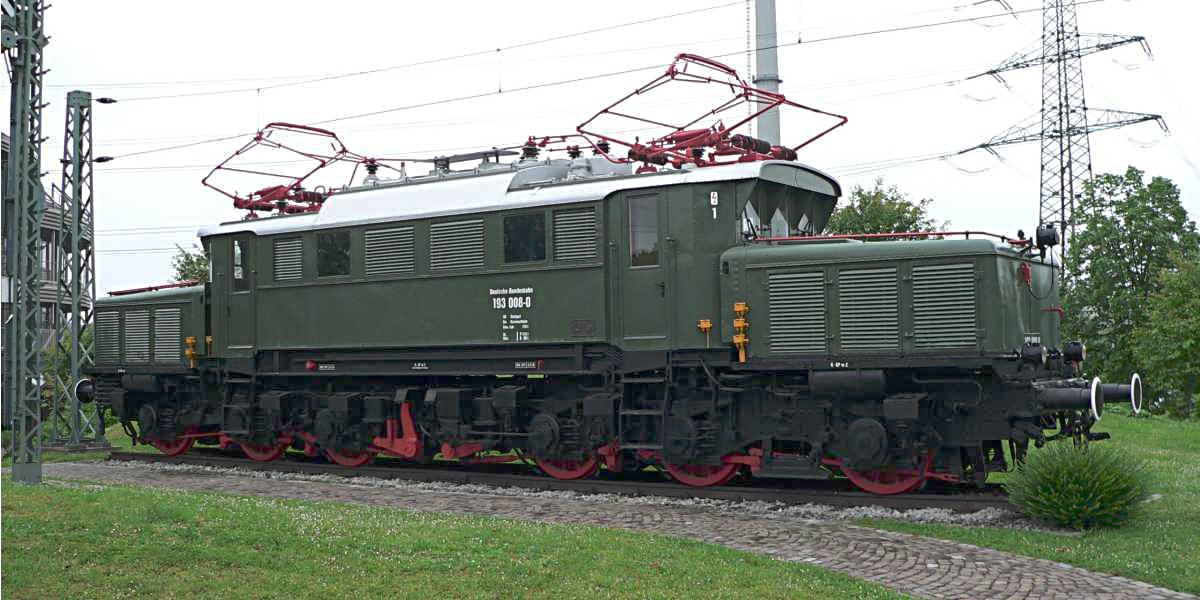
E 93 Deutsches Krokodil
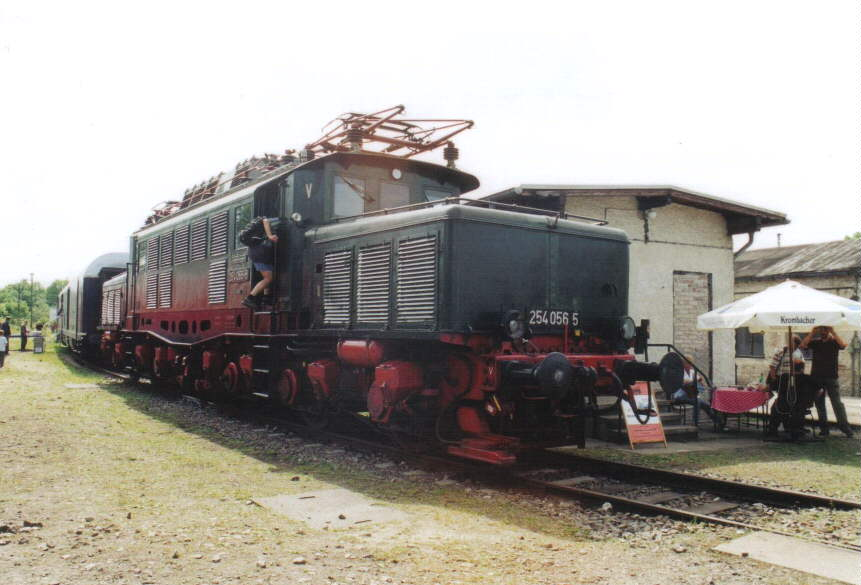
DR 254 ehemals E 94, Deutsches Krokodil
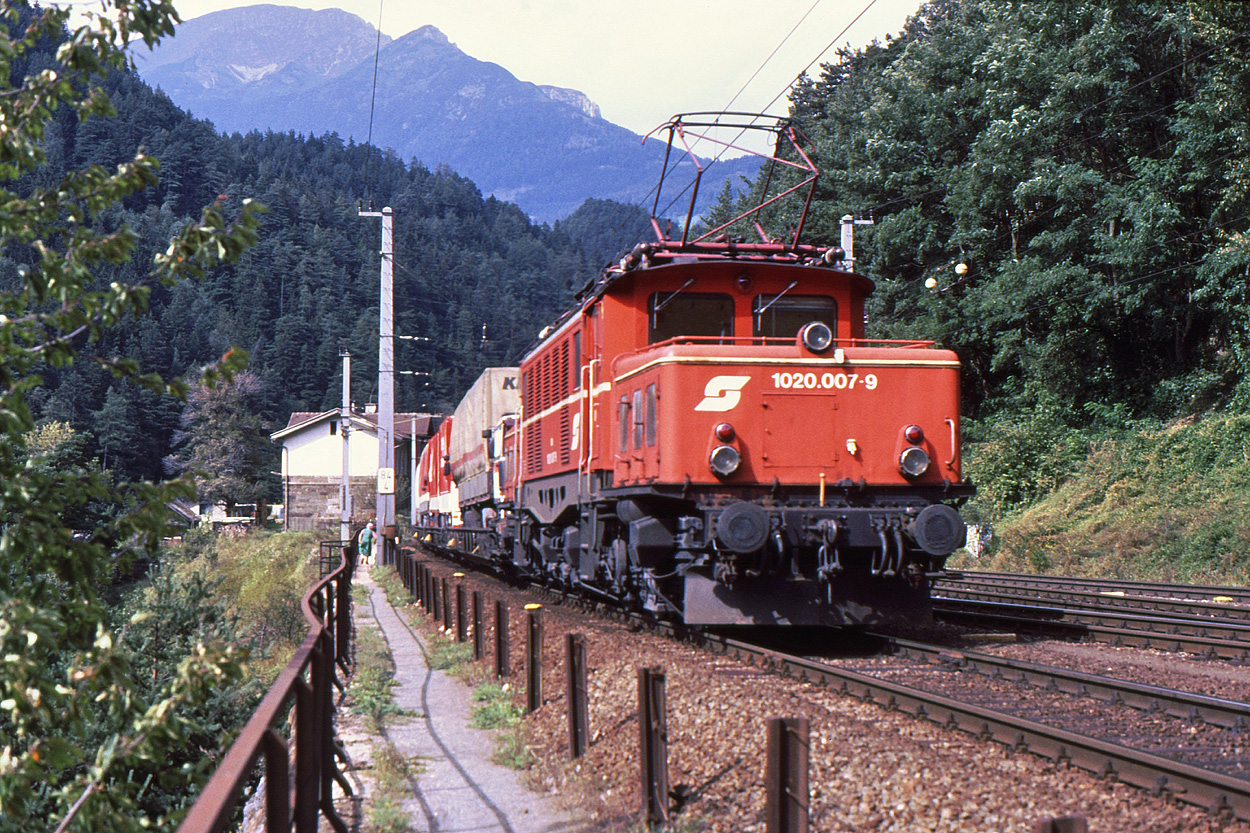
ÖBB 1020
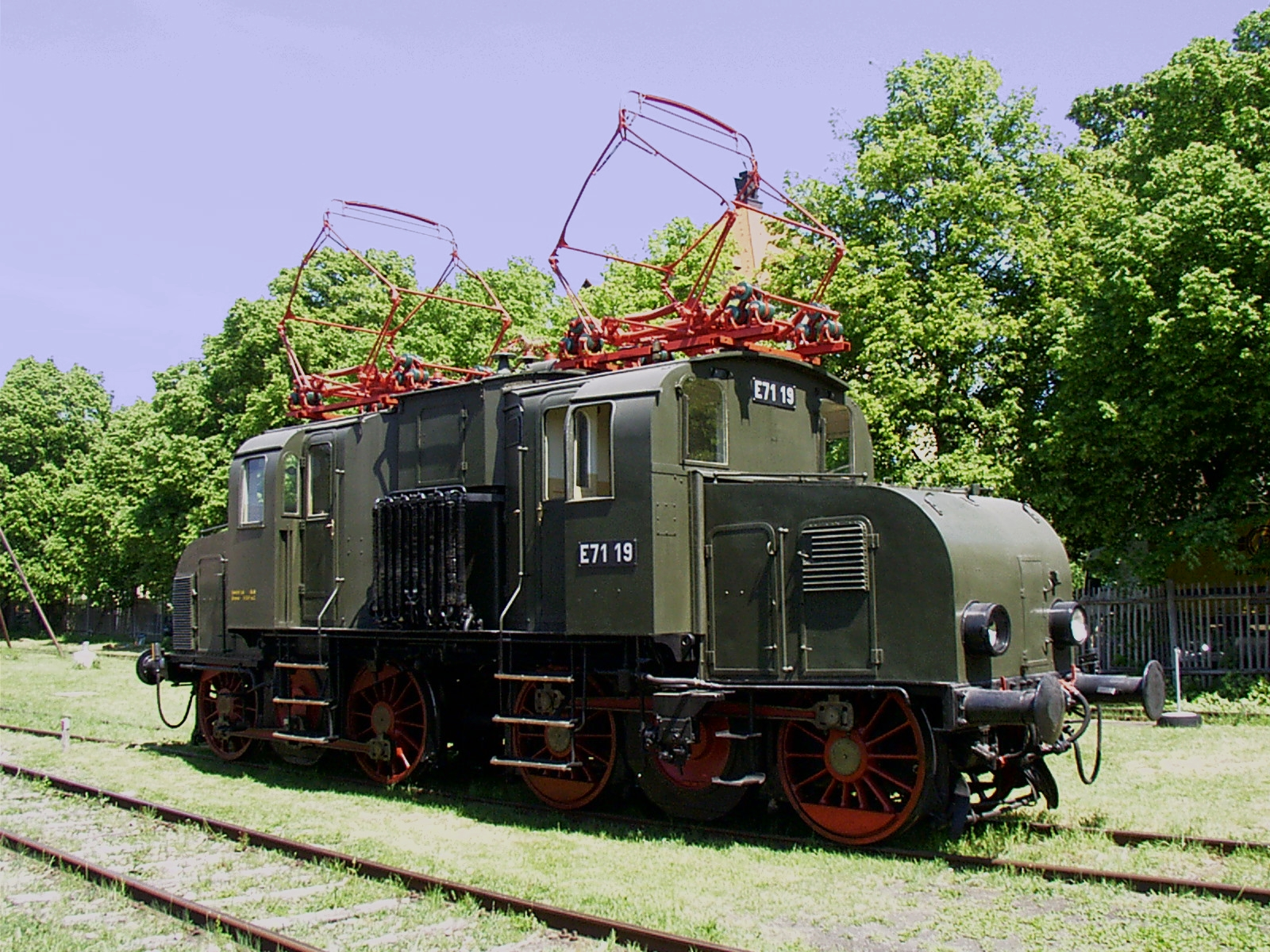
DR-Baureihe E 71.1 Preußisches Krokodil
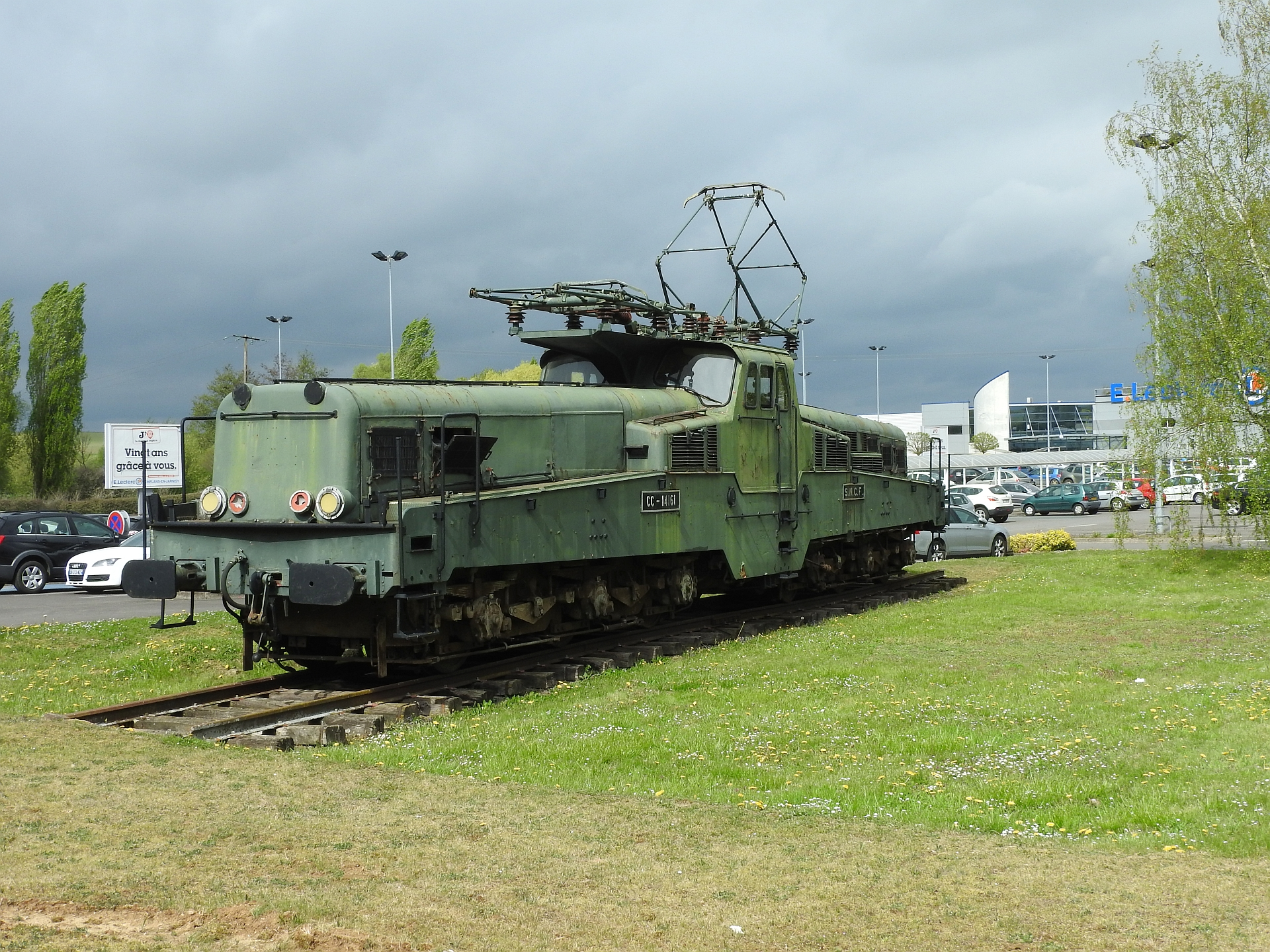
Grüne CC 14100 Französisches Krokodil
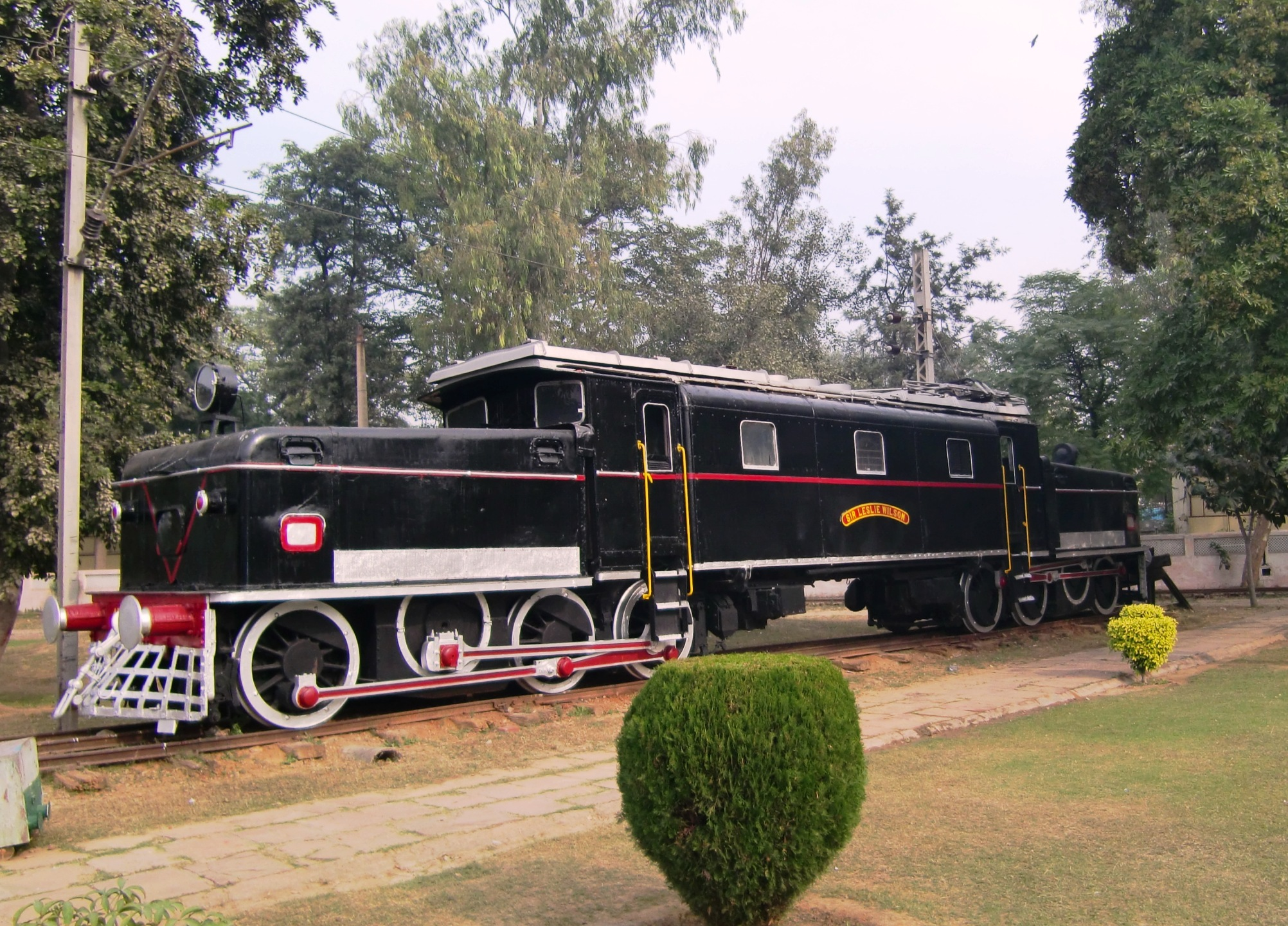
GIPR-Klasse EF/1 Indisches Krokodil
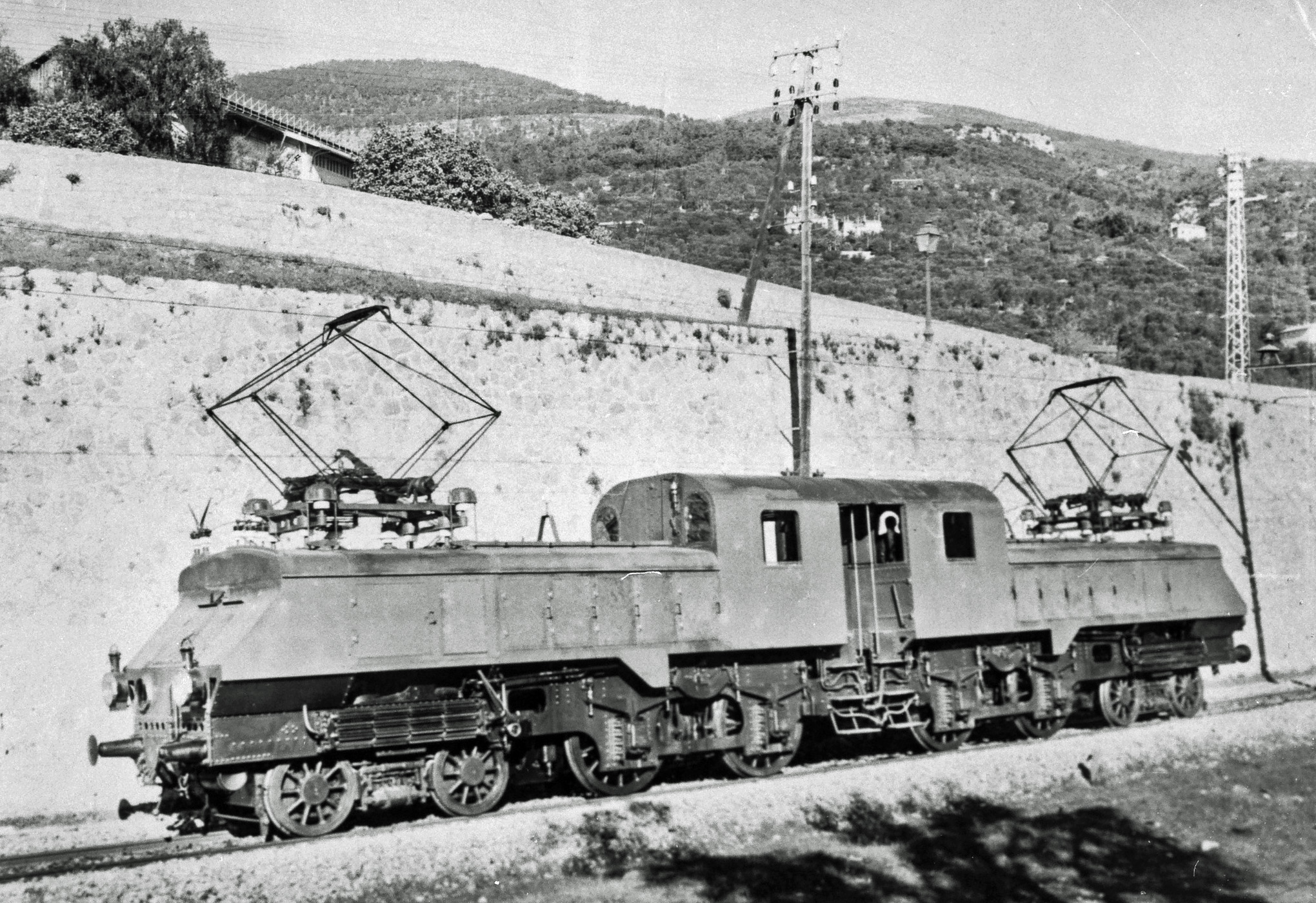
Französische PLM Auvert-Ferrand-Lokomotive

## Krokodil-Ausstellung

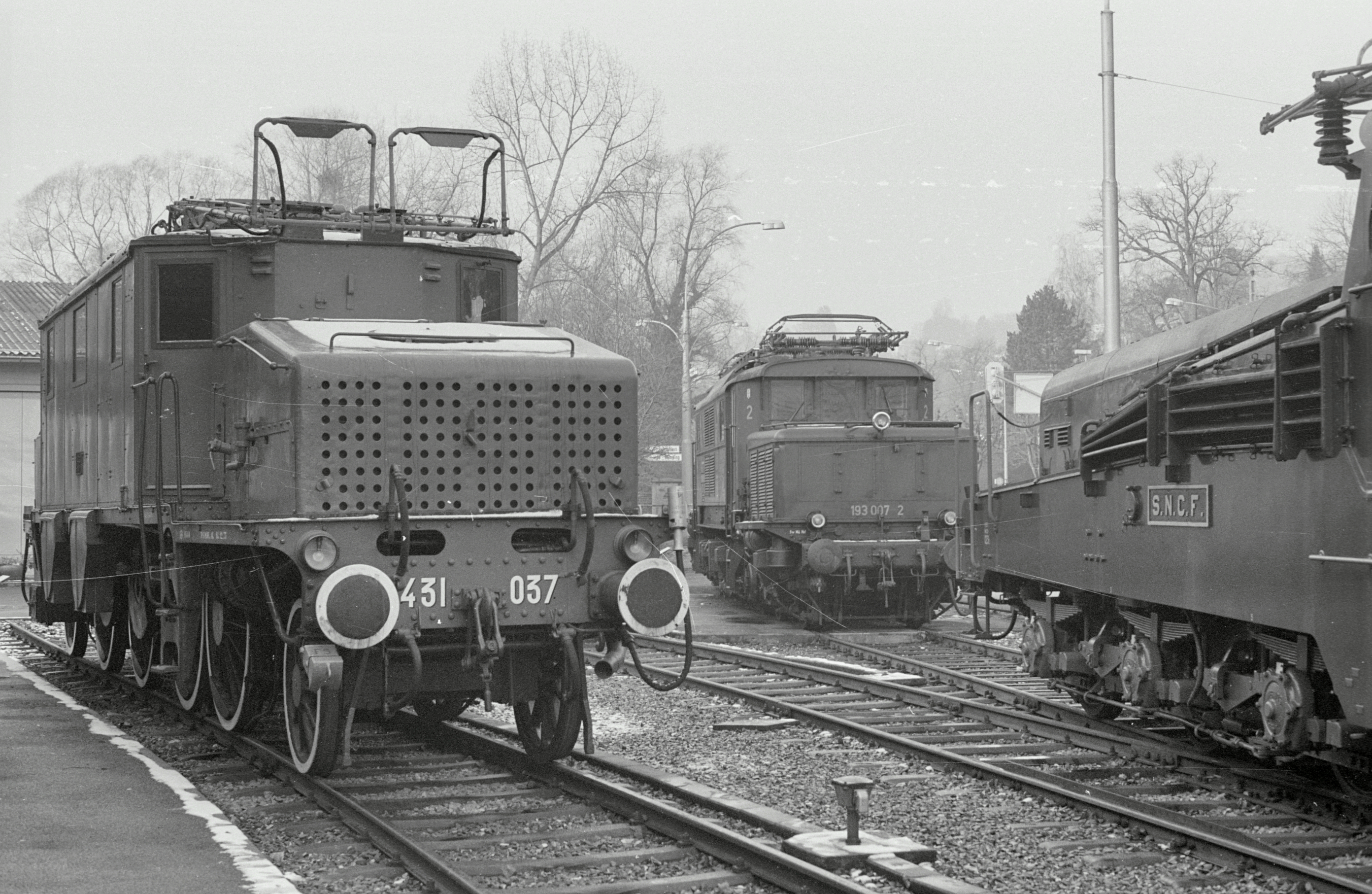
FS E.431, DB 193 und SNCF CC 14002 im Aussengelände des Verkehrshaus der Schweiz während der Krokodil-Ausstellung

Im Verkehrshaus in Luzern wurden an einer Sonderausstellung, die von Ende November 1978 bis Ende 1979 dauerte, sieben Krokodil-Lokomotiven aus fünf verschiedenen Ländern gezeigt. Besondere Attraktionen waren die französische CC 14000 und die italienische E.431, die eher nicht zu den Krokodillokomotiven gezählt wird.

## Modell

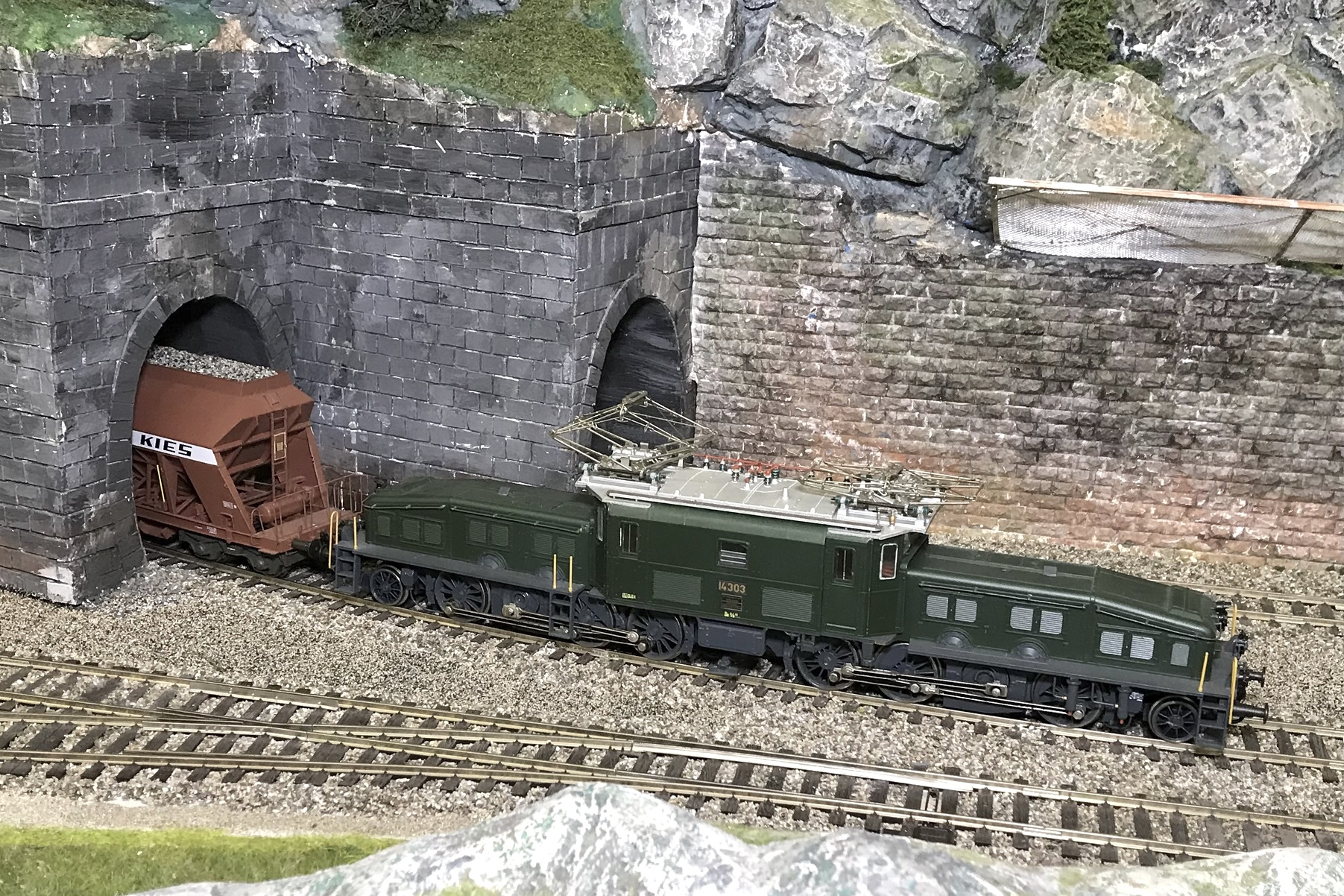
Rai-Mo Krokodil-Lokomotive in der Spur 0 auf der Modelleisenbahnanlage des MCB in der Schweiz, 2021

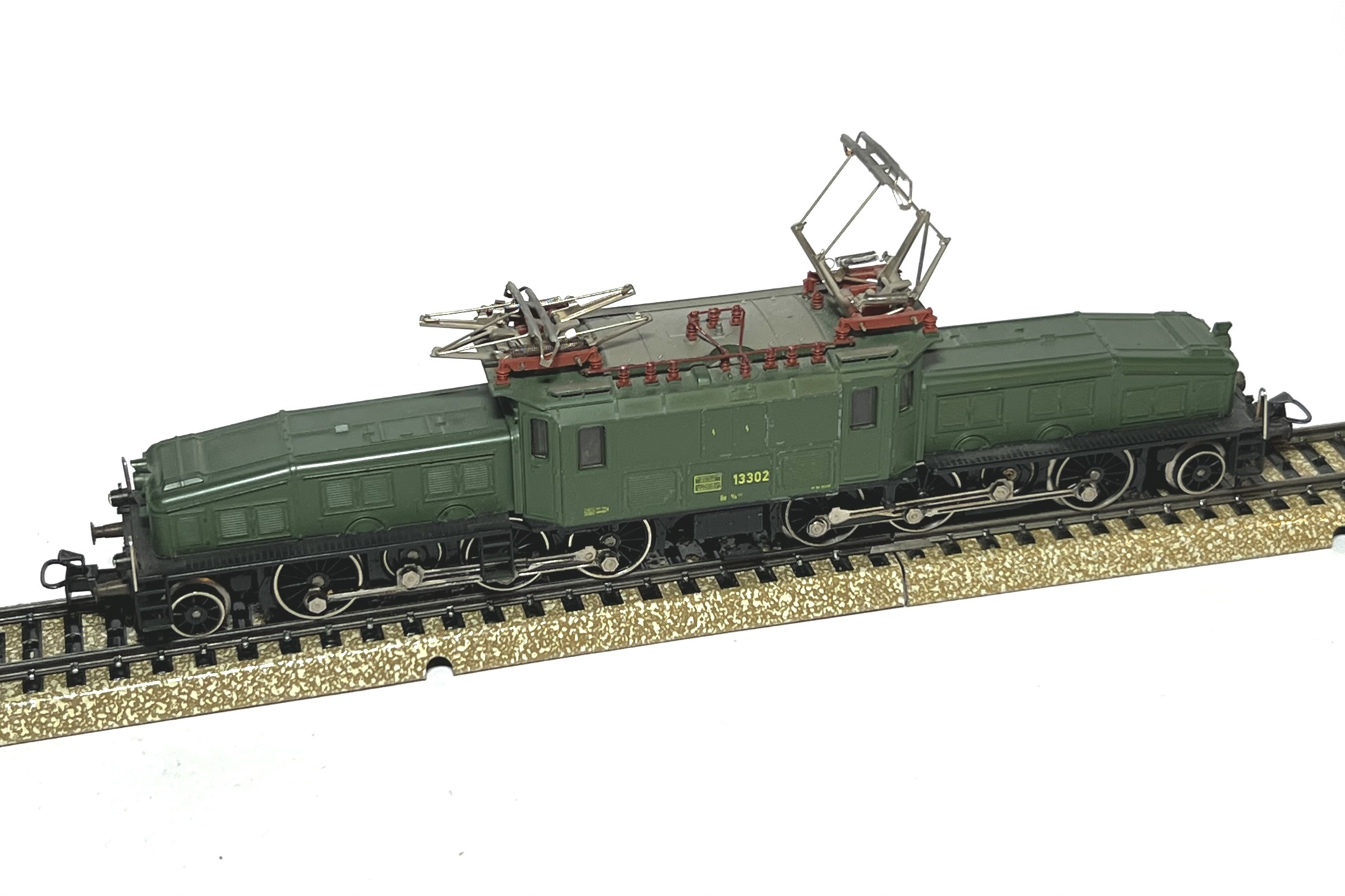
Spur H0 Krokodil-Lokomotive Märklin Artikel 3356, 2023

Märklin Krokodil Artikel 3556 Sondermodell 1990

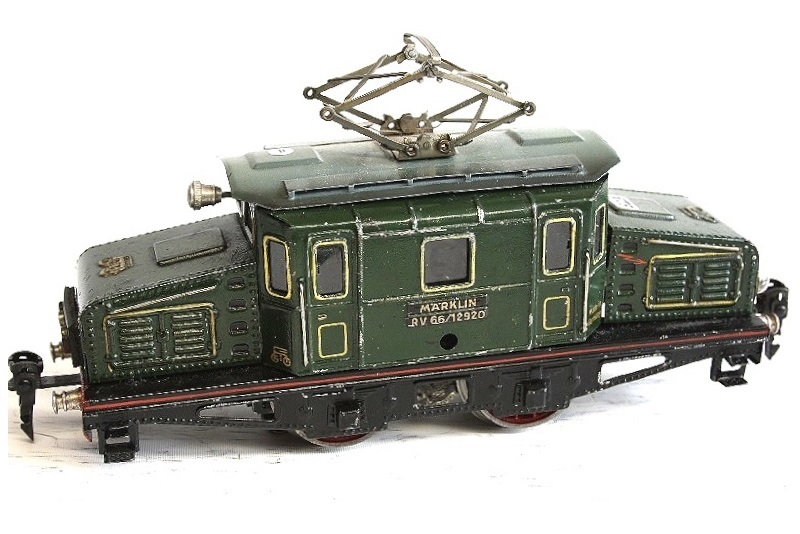
Märklin Spur 0 Weißblech-Volkskrokodil RV 66 12960

Die Firma Märklin stellte ihre ersten Krokodil-Lokomotiven im Katalog 1933/34 in Spur 0 und Spur 1 vor. Sie legt seitdem immer wieder neue Serien in allen Spurweiten auf. Ein Original Spur 1 Krokodil (Märklin Artikel CCS/12921) das 1935 260.- Reichsmark kostete, gemäss dem Katalog von 1933/1934 sogar 290 RM, rund das doppelte eines durchschnittlichen Monatslohnes, wurde 1997 bei Christie’s für 100.000 DM versteigert. Zum Vergleich: Im Jahr 1935 kostete ein Original Spur 0 Krokodil (Märklin Artikel CCS/12920) 135.- RM, ein elektrisches Spur 0 Volkskrokodil (Märklin Artikel RV 66/12920) 27.- RM und ein mit einem Uhrwerk angetriebenes Volkskrokodil (Märklin Artikel RV 920) 16.- RM.
Ein bekannter Hersteller Schweizer Krokodil-Lokomotiven ist Märklin mit den Marken Märklin, Trix, Minitrix und LGB. Märklin stellt diese Lokomotiven mit Stand 2020 für die Spuren 1, H0, N und Z her. Das Rhätische Krokodil wird in der Spur IIm vertrieben. In 1990 präsentierte Märklin im Rahmen der "Metall Technologie Schau" eine Kleinserie des Krokodils als Modell 3556 von 1.100 Stück, die über die Märklin Händler vertrieben wurde. Arnold stellt verschiedene Ausführungen von SBB-Krokodilen für Spur N her. Einen Kunststoffbausatz des Schweizer Krokodils bot die ehemalige Firma RaiMo für die Spur 0 an.
Mehrere Hersteller stellen das deutsche Krokodil mit Stand 2020 für alle gängigen Spurweiten her. Unter den Markennamen Märklin vertrieben wird das deutsche Krokodil für die Spur 1, von MTH Electric Trains für die Spur 0. Für die Spur H0 wird das deutsche Krokodil unter anderem von Märklin, Trix, Roco und Kleinbahn vertrieben, für die Spur TT unter dem Markennamen Tillig.
BEMO Modelleisenbahnen stellt das Rhätische Krokodil für die Spuren H0m und H0e her.
Die Firma Lego stellte 1991 unter dem Artikel 4551 eine rote Nachahmung des deutschen Krokodils für das damals neue 9-Volt-System der Spur L vor, welches heute als Rarität gilt. Später folgten dann mit dem Artikel 7898 eine ähnliche grüne Variante und unter dem Artikel 10183 eine rote Nachahmung des Schweizer Krokodils. Seit 2020 gibt es unter der Artikelnummer 10277 ein neues Modell in brauner Farbe.